# Sabeco (Brauerei)
SABECO (Saigon Beer – Alcohol – Beverage Corporation, vietnamesisch Tổng Công ty Cổ phần Bia – Rượu – Nước giải khát Sài Gòn, „Aktiengesellschaft für Bier, Alkohol und Erfrischungsgetränke Saigon“) mit Sitz in Ho-Chi-Minh-Stadt ist der größte Getränkehersteller und die größte Brauerei Vietnams sowie nach Vinamilk und der Masan Group der drittgrößte Lebensmittelkonzern des Landes. Das ehemalige Staatsunternehmen wurde 2008 zur Aktiengesellschaft umstrukturiert, ab Ende 2016 an der Ho Chi Minh Stock Exchange gelistet und ein Jahr später mehrheitlich von ThaiBev übernommen. Die wichtigsten Marken sind Bia Saigon und 333.

## Geschichte

### Unter französischer Leitung
Die Geschichte der Saigoner Brauerei geht bis in die Anfangsphase der französischen Kolonialherrschaft zurück: Um das Jahr 1875 gelangte der junge Victor Larue als Mechaniker der französischen Marine in die Kolonie Cochinchina. Er ließ sich in Saigon-Cholon nieder und gründete hier – vermutlich nach Ende seiner Dienstzeit 1879 – einen Kleinbetrieb zur Produktion von Eis und gekühlten und kohlensäurehaltigen Getränken. Schon bald braute er auch Bier, das er als Bière Royale mit einem Tiger-Logo verkaufte. Seine Getränke fanden schnell großen Anklang bei den unter dem tropischen Klima leidenden Kolonialoffizieren. Ab 1880 wurde Victor Larue von seinem jüngeren Bruder Gabriel unterstützt. Nach der endgültigen Unterwerfung des vietnamesischen Kaiserreichs im Tonkin-Krieg expandierte das inzwischen Établissements Larue genannte Unternehmen ab 1885 nach Hanoi, Haiphong und Tourane (Đà Nẵng) sowie nach Phnom Penh in Kambodscha.
In den Jahren 1909/10 wurde der an die Kapazitätsgrenze gekommene Standort Saigon-Cholon zu einer großen modernen Brauerei und Eisfabrik ausgebaut. Erstmals konnte nun Bier im industriellen Maßstab gebraut werden. Nach Victor Larues Tod wurde der Betrieb vom Handelshaus Denis Frères übernommen. Die neuen Eigentümer schlossen sich im September 1927 mit der Brauerei Hommel in Hanoi zur Gesellschaft Brasseries et Glacières d’Indochine (BGI, Brauereien und Eisfabriken Indochinas) zusammen. In den folgenden Jahrzehnten entwickelte sich BGI zum wichtigsten Getränkeproduzenten des französischen Kolonialreiches. In Saigon wurde neben dem Bière Larue nun auch die Marke 33 Export gebraut.
Mit dem Ende der französischen Kolonialherrschaft als Folge des Indochinakrieges 1954 gingen die Niederlassungen in Nordvietnam verloren; der Hauptsitz in Saigon sowie die Zweigstelle in Đà Nẵng lagen hingegen auf dem Gebiet Südvietnams und blieben im Besitz von BGI. Das Unternehmen war weiterhin die größte Brauerei des Landes und beschäftigte etwa 4000 Mitarbeiter. Im Vietnamkrieg war 33 (gesprochen Ba Muoi Ba) das meistgetrunkene Bier der US-Soldaten.

### Staatsbetrieb
Nach dem Fall Saigons 1975 und der Wiedervereinigung Vietnams wurden alle Unternehmen verstaatlicht. Die Brauereien Südvietnams gingen in der staatseigenen Südlichen Brauerei-Gesellschaft (Công ty Rượu Bia Miền Nam) auf. Der Standort Saigon wurde 1977 als Saigon-Bier-Fabrik (Nhà máy Bia Sài Gòn, engl. BSG Factory) organisiert. Während der Jahre der Planwirtschaft wurde das vietnamesische Brauwesen im Allgemeinen deutlich tschechisch geprägt, da im Rahmen der gegenseitigen Wirtschaftshilfe eine enge Kooperation zwischen den beiden Ländern bestand. Im Jahr 1985 wurde das erste Dosenbier abgefüllt.
Ab 1986 wurden unter dem Schlagwort Đổi mới marktwirtschaftliche Reformen in Vietnam initiiert. Die Betriebe konnten ihre Erzeugnisse nun auch ins westliche Ausland exportieren, was zu einer großen Produktionssteigerung führte. Anfang 1992 wurde in der Brauerei in Saigon eine neue Herstellungslinie in Betrieb genommen. Statt Holz- wurden nun Kunststofftanks verwendet. Die Abfüllgeschwindigkeit erhöhte sich auf 30.000 Flaschen pro Stunde. Vermutlich aus markenrechtlichen Gründen wurde das in Vietnam gebraute Bier nun als 333 (gesprochen Ba Ba Ba) und Bia Saigon (Saigon Lager) verkauft (Die Rechte an den ursprünglichen Biermarken Bière Larue und 33 Export wurden von BGI an die Heineken-Gruppe übertragen).
Im Jahr 1993 schloss sich die Brauerei Saigon mit der benachbarten Eisfabrik und der für die Dosenproduktion zuständigen Maschinenfabrik zum Saigon-Bier-Unternehmen (Công ty Bia Sài Gòn) zusammen. 1996 beziehungsweise 1999 wurden die neuen Marken Saigon Export und Saigon Special eingeführt.

### Entstehung von SABECO, Börsengang und Übernahme
2003 entstand die SABECO-Gruppe durch den Zusammenschluss der Unternehmen Saigon-Bier, Bình-Tây-Spirituosen, Chương-Dương-Erfrischungsgetränke, Phú-Thọ-Glasflaschenproduktion und Bier-Alkohol-Handelsgesellschaft Saigon. 2008 wurde das Staatsunternehmen in eine Aktiengesellschaft (joint-stock company) umgewandelt. Im gleichen Jahr ging eine neue moderne Großbrauerei im Bezirk Củ Chi in Betrieb.
Im Dezember 2016 wurde SABECO an die Börse gebracht (HOSE-Tickersymbol: SAB). Ein Jahr später, im Dezember 2017, verkaufte das vietnamesische Ministerium für Industrie und Handel (MOIT), das bis dahin etwa 90 Prozent der Anteile hielt, knapp 54 Prozent von SABECO für 4,84 Milliarden US-Dollar an die thailändische Brauereigruppe ThaiBev (Chang-Bier). Es handelte sich um die größte Firmenübernahme in Vietnam. Da eine Vorschrift des vietnamesischen Finanzministeriums ausländische Beteiligungen auf maximal 49 % beschränkte, erfolgte der Verkauf an die eigens für diesen Zweck eingerichtete, formal unabhängige Holding VietBev, die das nötige Geld von einer anderen ThaiBev-Tochter geliehen hatte. Im Vorfeld hatten auch andere internationale Brauereigruppen Interesse an SABECO gezeigt, waren aber aufgrund der strengen staatlichen Auflagen aus dem Bieterwettkampf ausgestiegen.
Die Übernahme lief nicht problemfrei ab. Viele Vietnamesen sahen den Verkauf als das Ende eines vietnamesischen Traditionsunternehmens; der Umsatz brach daher zunächst merklich ein. Auch kam es zu einem Streit über die Zusammensetzung des neuorganisierten Board of Directors, da die vietnamesische Regierung zunächst die ThaiBev-Kandidaten ablehnte. Ein unabhängiger vietnamesischer Wirtschaftswissenschaftler merkte dazu kritisch an, die Regierung habe das Unternehmen mehrheitlich ins Ausland verkauft und erst anschließend festgestellt, dass sie damit auch die Kontrolle über die Unternehmensführung verloren habe.
Nach Überwindung der anfänglichen Krise zahlte sich die für beide Seiten riskante Übernahme allerdings klar aus. SABECO konnte unter thailändischer Führung seinen Umsatz deutlich ausbauen und war Anfang 2019 für fast die Hälfte des Gesamterlöses von ThaiBev verantwortlich. Die vietnamesische Regierung stimmte schließlich auch einer ThaiBev-Mehrheit im Vorstand zu und machte damit den Weg frei für die vollständige Übernahme. Im Dezember 2018 wurde das Ende der Obergrenze für ausländische Investitionen verkündet, woraufhin ThaiBev im Januar 2019 die Holding VietBev durch Schuldenbeteiligungstausch vollständig übernahm. Einen Monat später erklärte ThaiBev, 99 Prozent von SABECO erlangen zu wollen.
Bislang wurden nur 53,59 % der Aktien von SABECO übernommen, die Vietnam State Capital Investment Corporation hält 36 %. Die restlichen 10 % werden weiterhin an der HOSE gehandelt.
Die vietnamesische Regierung betrachtet die Übernahme inzwischen als Erfolgsmodell und versucht die nördliche Staatsbrauerei HABECO (Hanoi-Bier) auf ähnliche Weise mehrheitlich an Carlsberg zu verkaufen.

## Marktsituation

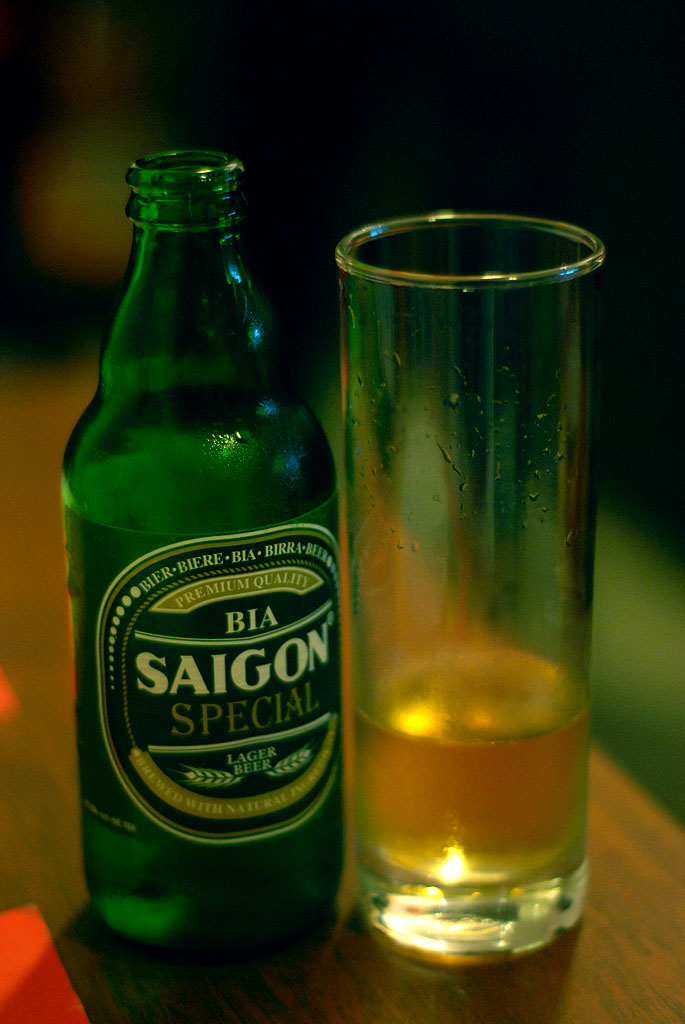
Bia Saigon Special

Vietnam ist einer der am schnellsten wachsenden Märkte für Bier weltweit. Der Pro-Kopf-Konsum liegt an dritter Stelle in Asien hinter Japan und China.
Vier Brauereigruppen machen etwa 90 % des Marktes aus. SABECO/ThaiBev ist mit 1,796 Millionen Litern (2018) und 40 % Marktabdeckung die größte Brauerei und dominiert den Süden des Landes. Im Norden hat HABECO (Hanoi) eine ähnliche Marktabdeckung. Der größte Produzent Zentralvietnams ist die Hue-Brauerei mit der Marke Huda. Sowohl HABECO als auch Hue kooperieren mit Carlsberg. Die Heineken-Gruppe beherrscht mit ihren Marken Heineken und Tiger das Premiumsegment und braut zudem in Đà Nẵng die einstige Saigoner Marke Biere Larue.
Auf internationaler Ebene ist SABECO in mehr als 30 Ländern aktiv, insbesondere im ostasiatisch-pazifischen Raum, Nordamerika, Westafrika und Europa. In Europa sponsert SABECO den englischen Fußballverein Leicester City.

## Produkte

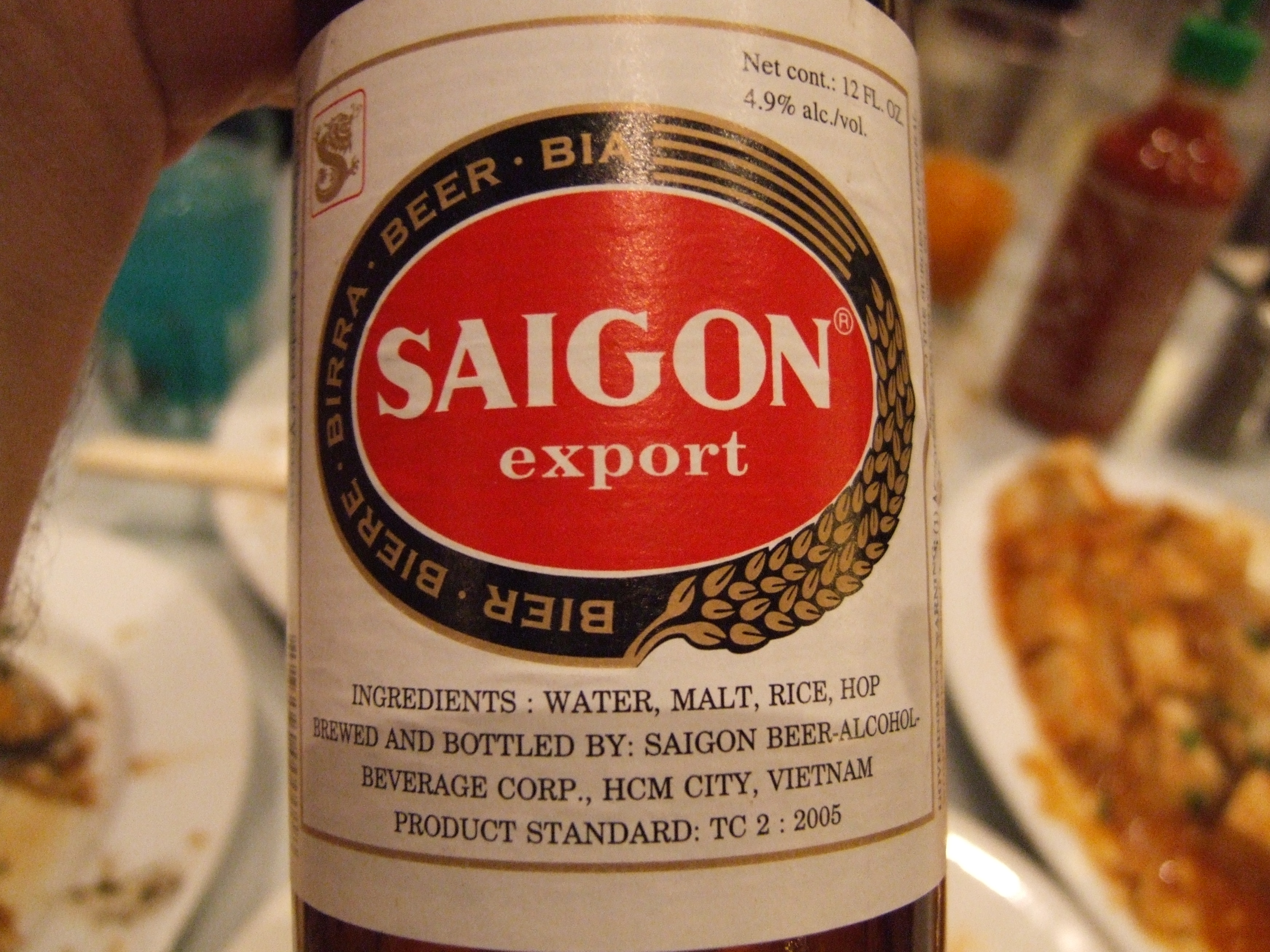
Saigon Export

SABECO produziert die Biermarken 333 Export (5,3 % Alkohol) sowie Bia Saigon. Letzteres wird in den Varianten Saigon Lager (4 %; grün-weißes Etikett), Saigon Special (4,9 %; grünes Etikett), Saigon Export (4,9 %; rot-weißes Etikett) und Saigon Gold („Premium-Lagerbier“ mit 5 %) angeboten. Mit Ausnahme der hochpreisigeren Sorten (Special, Gold) werden alle Biere mit einem Anteil Reis gebraut.
Unter der Marke Chương Dương werden verschiedene Erfrischungsgetränke und Wasser verkauft.
Für stärkeren Alkohol existieren die Marken Nàng Hương (Wodka und andere Spirituosen), Vina Vodka (Wodka), Napoleon (Brandy), Caravelle Red Rhum (Rum) und Rượu Đế (Reisschnaps).